# Athyrium anceps
Athyrium anceps är en majbräkenväxtart som beskrevs av Kurata. Athyrium anceps ingår i släktet Athyrium och familjen Athyriaceae. Inga underarter finns listade.